# 油酸钠
油酸钠，即(Z)-9-十八烯酸钠，是一种油酸盐，化学式为C17H33COONa。它可由油酸和氢氧化钠反应制得。它和2-氯甲基环氧乙烷反应，可以得到油酸环氧乙基甲酯。它可用于纳米合成。